# Andreï Talalaïev
Andreï Viktorovitch Talalaïev (en russe : Андрей Викторович Талалаев) est un ancien footballeur et actuel entraîneur russe né le 5 octobre 1972 à Moscou en Union soviétique.

## Biographie

### Carrière de joueur
Formé au Torpedo Moscou, c'est avec ce club que Talalaïev fait ses débuts professionnels lors de la saison 1991, durant laquelle il dispute cinq matchs tandis que son équipe termine troisième du championnat soviétique, il prend également part à trois matchs de Coupe UEFA.
Il s'impose par la suite en tant que titulaire lors des saisons suivantes, remportant notamment la Coupe de Russie en 1993. Après un bref passage au Kamaz Naberejnye Tchelny lors de la deuxième moitié de saison 1994, Talalaïev quitte définitivement le Torpedo Moscou à l'issue de la saison 1995.
Rejoignant le Dinamo-Gazovik Tioumen en deuxième division pour la saison 1996, il contribue à la victoire et à la promotion du club à l'issue de la saison en inscrivant notamment treize buts en trente-quatre matchs. Non-retenu dans les plans de l'équipe pour la saison suivante, Talalaïev retourne à l'échelon inférieur à Tom Tomsk, où il inscrit sept buts en vingt-deux matchs avant d'être transféré au FBC Trévise, en Serie B.
Il quitte le club italien à l'issue de la saison 1997-1998 pour retrouver le championnat russe en rejoignant le Lokomotiv Nijni Novgorod. Après un seul match disputé, Talalaïev retourne à Tom Tomsk durant la mi-saison avant d'y arrêter sa carrière à l'âge de 28 ans à l'issue de la saison 1999.

### Carrière d'entraîneur
À la fin de sa carrière, Talalaïev est rapidement engagé comme formateur dans l'école de sport du Torpedo-ZIL Moscou, où il officie avant de rejoindre le Spartak Moscou en tant qu'entraîneur-adjoint et traducteur de Nevio Scala en janvier 2004, étant congédié quelques mois après à la suite de l'éviction de ce dernier en septembre 2004.
Il devient ensuite entraîneur-adjoint de l'équipe de Russie des moins de 19 ans entre 2005 et 2010, puis brièvement sélectionneur entre juin et décembre 2010 avant de redevenir formateur au FK Rostov. Il occupe brièvement la place d'entraîneur principal par intérim à la fin du mois de juin 2011 en remplacement de Vladimir Lioutyi.
Quittant Rostov en août 2011, Talalaïev rejoint le Kouban Krasnodar l'année suivante. Après un bref passage comme entraîneur de l'équipe amateur du Rositch Moscou en février 2014, il est nommé entraîneur principal du Volga Nijni Novgorod en mars 2014. Après avoir mené l'équipe à une treizième puis dixième place, il quitte le club à la suite de sa dissolution à l'issue de la saison 2015-2016.
Talalaïev s'engage peu de temps après avec le FK Tambov, tout juste promu en deuxième division, en septembre 2016. Sous ses ordres, l'équipe tambovienne termine cinquième du championnat, à deux points des barrages de promotion, pour sa première saison au deuxième échelon. La saison 2017-2018 voit le club atteindre la quatrième place synonyme de barrage de promotion, cependant perdu face à l'Amkar Perm. Par la suite, son contrat n'est pas prolongé et il quitte le club à l'issue de la saison.
Talalaïev rejoint en juin 2018 le club arménien du Pyunik Erevan, où il signe un contrat pour deux années plus une en option. Pour sa première saison, il l'amène notamment au troisième tour de qualification de la Ligue Europa, le Pyunik devenant alors la première équipe arménienne à atteindre ce palier avant d'être éliminé par le Maccabi Tel-Aviv. Il est par ailleurs impliqué au début du mois de décembre 2018 dans un incident au cours duquel il est accusé d'avoir insulté un arbitre assistant lors d'un match de championnat contre le Gandzasar Kapan, lui valant d'être suspendu de banc jusqu'au mois d'avril 2019. Cela ne l'empêche cependant pas d'être nommé meilleur entraîneur d'Arménie pour l'année 2019, alors que le Pyunik se classe troisième à la mi-saison.
Il démissionne cependant de son poste le 9 avril 2019 afin de rentrer en Russie le lendemain en prenant la tête du FK Khimki, alors que le Pyunik ne se trouve qu'à deux points du leader du championnat, et justifie ce choix par sa volonté de revenir auprès de sa famille. Son arrivée s'accompagne d'un net regain de forme de l'équipe, luttant alors pour son maintien en deuxième division, qui remporte cinq de ses huit derniers matchs et accroche ainsi confortablement le milieu de classement. Après un très bon début de saison 2019-2020 qui voit le club occuper de manière constante le podium du championnat, Talalaïev quitte finalement le club au cours de la trêve hivernale en raison de désaccords avec sa direction,.
À la fin du mois de juin 2020, Talalaïev est nommé à la tête du Krylia Sovetov Samara, alors dernier en première division. Il échoue cependant à sauver le club, qui descend en deuxième division en fin de saison, et quitte ses fonctions dans la foulée après seulement un mois en poste pour prendre la tête de l'Akhmat Grozny.
Sous ses ordres, l'équipe tchétchène termine successivement onzième puis septième en championnat, atteignant de plus les demi-finales de la Coupe de Russie en 2021 avant de s'incliner aux tirs au but face à son ancien club du Krylia Sovetov. Le 11 septembre 2022, alors que l'Akhmat se classe neuvième après neuf journées, Talalaïev est démis brusquement de ses fonctions, faisant apparemment suite à un échange houleux avec l'un des dirigeants du club durant la mi-temps du match contre Nijni Novgorod le jour précédent.
Le 13 octobre suivant, un mois plus tard, il prend la tête du Torpedo Moscou, dernier du championnat.

## Statistiques

### Statistiques de joueur
| Saison                | Club                     | Championnat           | Championnat | Championnat | Coupe(s) nationale(s) | Coupe(s) nationale(s) | Compétition(s) continentale(s) | Compétition(s) continentale(s) | Compétition(s) continentale(s) | Total | Total |
| Saison                | Club                     | Division              | M.          | B.          | M.                    | B.                    | Comp.                          | M.                             | B.                             | M.    | B.    |
| 1991                  | Torpedo Moscou           | D1                    | 5           | 0           | 2                     | 0                     | C3                             | 3                              | 0                              | 10    | 0     |
| 1992                  | Torpedo Moscou           | D1                    | 20          | 4           | 2                     | 1                     | C3                             | 3                              | 1                              | 25    | 6     |
| 1993                  | Torpedo Moscou           | D1                    | 19          | 2           | 1                     | 0                     | C3                             | 2                              | 0                              | 22    | 2     |
| 1994                  | Torpedo Moscou           | D1                    | 12          | 2           | -                     | -                     | -                              | -                              | -                              | 12    | 2     |
| Sous-total            | Sous-total               | Sous-total            | 56          | 8           | 5                     | 1                     | -                              | 8                              | 1                              | 69    | 10    |
| 1994                  | Kamaz Naberejnye Tchelny | D1                    | 6           | 0           | -                     | -                     | -                              | -                              | -                              | 6     | 0     |
| 1995                  | Torpedo Moscou           | D1                    | 8           | 1           | 1                     | 0                     | -                              | -                              | -                              | 9     | 1     |
| 1996                  | Dinamo-Gazovik Tioumen   | D2                    | 34          | 13          | -                     | -                     | -                              | -                              | -                              | 34    | 13    |
| 1997                  | FK Tioumen               | D1                    | 3           | 0           | -                     | -                     | -                              | -                              | -                              | 3     | 0     |
| 1997                  | Tom Tomsk                | D2                    | 22          | 7           | 2                     | 1                     | -                              | -                              | -                              | 24    | 8     |
| 1997-1998             | FBC Trévise              | D2                    | 18          | 1           | -                     | -                     | -                              | -                              | -                              | 18    | 1     |
| 1999                  | Lokomotiv Nijni Novgorod | D1                    | 1           | 0           | -                     | -                     | -                              | -                              | -                              | 1     | 0     |
| 1999                  | Tom Tomsk                | D2                    | 10          | 1           | -                     | -                     | -                              | -                              | -                              | 10    | 1     |
| Sous-total            | Sous-total               | Sous-total            | 102         | 23          | 3                     | 1                     | -                              | -                              | -                              | 105   | 24    |
| Total sur la carrière | Total sur la carrière    | Total sur la carrière | 158         | 31          | 8                     | 2                     | -                              | 8                              | 1                              | 174   | 34    |

### Statistiques d'entraîneur
| FK Rostov (intérim)   | 20 juin 2011     | 1er juillet 2011  | 2   | 0   | 1  | 1   | 0,0  |
| Volga Nijni Novgorod  | 29 mars 2014     | 30 juin 2016      | 112 | 42  | 20 | 50  | 37,5 |
| FK Tambov             | 8 septembre 2016 | 24 mai 2018       | 72  | 36  | 16 | 20  | 50,0 |
| Pyunik Erevan         | 12 juin 2018     | 9 avril 2019      | 31  | 14  | 6  | 11  | 45,2 |
| FK Khimki             | 10 avril 2019    | 23 janvier 2020   | 36  | 23  | 7  | 6   | 63,9 |
| Krylia Sovetov Samara | 28 juin 2020     | 25 juillet 2020   | 5   | 1   | 3  | 1   | 20,0 |
| Akhmat Grozny         | 26 juillet 2020  | 11 septembre 2022 | 77  | 33  | 12 | 32  | 42,9 |
| Torpedo Moscou        | 13 octobre 2022  | 22 mars 2023      | 12  | 2   | 1  | 9   | 16,7 |
| FK Khimki             | 11 avril 2023    | en cours          | 8   | 1   | 2  | 5   | 12,5 |
| Total                 | Total            | Total             | 354 | 149 | 70 | 135 | 42,1 |

## Palmarès
Sous les couleurs du Torpedo Moscou, Talalaïev termine notamment troisième du championnat soviétique en 1991 et remporte la Coupe de Russie en 1993. Il remporte également la deuxième division russe avec le Dinamo-Gazovik Tioumen en 1996.